# Hokejówka amazońska
Hokejówka amazońska, hokejówka (Thayeria boehlkei) – gatunek słodkowodnej ryby z rodziny kąsaczowatych (Characidae). Hodowana w akwariach.

## Zasięg występowania
Występuje w dorzeczach Amazonki i Araguaia.

## Charakterystyka
Wzdłuż jej ciała, od pokrywy skrzelowej do końca dolnego płata płetwy ogonowej, biegnie ciemny pas przypominający kij do hokeja. Lubi przebywać w liczniejszych grupach, niemal zawsze trzymają się w ławicy. Ryba nie jest agresywna. Hokejówka amazońska dorasta do około 4 cm, maksymalnie do 6 cm długości ciała. Ryba ta jest wyjątkowo wrażliwa na niektóre lekarstwa i choroby. Rozmnaża się łatwo w temperaturze 24–28 °C, w miękkiej i lekko kwaśnej wodzie.
W naturze żywi się larwami owadów i skorupiakami.